# Krvni davek
Krvni davek (turško: devşirme (devširme), "zbiranje") je bilo sistematično zbiranje nemuslimanskih otrok v Osmanskem cesarstvu in njihovo prisilno spreobračanje v islam. Končni cilj krvnega davka je bil narediti iz njih vojsko suženjskih vojakov – janičarjev in razred sultanu zvestih državnih uradnikov. Naziv devşirme je pomenil tudi zbrane fante oziroma može. 

## Zgodovina
V 14. stoletju so del redne armade Osmanskega cesarstva vzdrževali in mu poveljevali pomembnejši zemljiški veleposestniki, ki so imeli zato veliko moč in so postali nekakšno plemstvo. Število njihovih vojaških najemnikov je sčasoma postalo mnogo večje od števila najemnikov, ki jih je lahko plačeval sultan. Sultani so se počutili ogrožene, zato je sultan Murat I. (1359–1389) sredi 14. stoletja začel graditi svojo osebno suženjsko vojsko, ki se je imenovala kapikulu. Novo vojsko je gradil na svoji pravici do petine vojnega plena, v katerega so bili všteti tudi vojni ujetniki. Ujetnike so spreobrnili v islam, jih vojaško usposobili in vtaknili v sultanovo osebno vojsko, ki je bila neodvisna od redne vojske. 
Sistem devširme je bil zamišljen tako, da je onemogočal nastanek nove dedne aristokracije, ki bi lahko ogrozila sultana in člane njegove družine: devširme so bili lahko samo nemuslimani in četudi bi po končani vojaški karieri imeli družino in otroke, bi bili njihovi otroci muslimani in ne bi mogli biti devširme.
Davek v krvi je bil v nasprotju z islamsko zakonodajo, šerijatom, ki je muslimanskim vladarjem posebej nalagal, da skrbijo za svoje katoliške podložnike. Zaradi potreb cesarstva in plemenske tradicije so vsi vladarji to določilo seveda zavestno spregledali. Uvedbi zakona so se na začetku upirali celo islamski teologi, a so kmalu utihnili. Od 15. do 17. stoletja so v okviru tega zakona zbrali od 200.000 do 300.000 krščanskih otrok. 
Sultanove elitne vojaške enote so bile razdeljene v dve glavni skupini: konjenico - kapıkulu süvari, kar pomeni ″konjenica služabnikov na vratih″ in pehoto, znano kot yeni çeri, kar pomeni ″mlada vojska″ oziroma janičarji. Vojaki, ki so služili v teh enotah, so bili prvotno izbrani med vojnimi ujetniki, kmalu zatem pa so njihove enote začeli polniti s fanti, ki so jih zbrali s krvnim davkom. Glede na to, da so bili Judje in Armenci izvzeti iz tega zakona, so zbirali v glavnem nedorasle krščanske fante z Balkana. Najprej so jih spreobrnili v islam, potem pa so jih vključili v eno od štirih vej državnih služb: dvorno, uradniško, versko ali vojaško. Tisti, ki so jih vključili v vojaško službo, so lahko postali janičarji ali pripadniki katere druge vojaške enote. Najbolj bistre so poslali na dvor (Enderun), kjer so lahko dosegli zelo visoke državne položaje, tudi položaj velikega vezirja, ki je bil nekakšen ministrski predsednik in drugi mož v državi. 
Tavernier, francoski popotnik in pionir trgovine z Indijo, je leta 1678 zapisal, da so janičarji bolj podobni verskemu redu kot vojaškim enotam. Sklepanje zakonov ni bilo prepovedano, kot je trdil Tavernier, vendar je bilo izjemno redko. V njihovih vrstah naj bi bilo 100.000 mož, kar tudi ni bilo res. Med njimi je bilo namreč mnogo goljufov, ki so se izdajali za janičarje samo zaradi davčnih olajšav in socialnih privilegijev. V času Sulejmana Veličastnega (1520–1566) so janičarji šteli okrog 30.000 mož.

## Življenje devširm
Vpliv turškega plemstva na osmanskem dvoru je bil kljub dotoku devširm na začetku še vedno velik, v času Mehmeda II. (1451–1481) pa so ključne državne položaje začeli zasedati izključno devširme. Nastal je nov družbeni razred vladajočih intelektualcev, ki so ga sestavljali najsposobnejši izbranci. Službovali so na dvoru in spremljali sultana na vojnih pohodih, najzaslužnejši pa so bili nagrajeni tudi s službami izven cesarske palače. Prestižne položaje so lahko dosegli tudi tisti, ki so bili ob prihodu izbrani za državno pisarno (Kalemiyye). 
Ves pravoslavni kler Osmanskega cesarstva se je šolal v državni verski ustanovi İlmiyye, od koder so jih pošiljali po cesarstvu ali pa so službovali v prestolnici.

## Narodnostna sestava devširm in izjeme
Krvni davek se je zbiral vsake štiri do pet let samo po balkanskem krščanskem podeželju Osmanskega cesarstva. Fantje iz večjih mest in otroci obrtnikov so bili izvzeti, ker bi to lahko škodilo državnemu gospodarstvu, muslimane iz Bosne pa so rekrutirali kljub temu, da so bili muslimani. Poslali so jih naravnost v sultanovo palačo in jih vključili v skupino, imenovano potor. Osmanski janičarji so bili zato v glavnem slovanskega in albanskega porekla. Albanci so imeli mnogo pripadnikov tudi v policiji.

## Propadanje devširme
V 16. in 17. stoletju je začela devširma zaradi mnogih vzrokov upadati. Eden od ključnih vzrokov je bil, da so začeli v sistem vključevati tudi svobodne muslimane in po letu 1568 so krščanske fante zbirali samo še izjemoma. Leta 1632 so janičarji izvedli neuspel državni udar proti sultanu Muratu IV., ki je zatem zanje uvedel prisego o lojalnosti, leta 1648 pa je tisti del janičarskega korpusa, ki so ga sestavljali devširme, razpustil. Ponovna ustanovitev korpusa leta 1703 ni uspela zaradi odpora novih janičarjev turškega porekla, ki so hoteli vplivne položaje obdržati zase in za svoje potomce. 

## Reakcije družbe
Krščanske družine odpeljanih fantov so prav gotovo obsojale prisilno suženjstvo in izgubo identitete in vere. Bale so se, da svojih sinov ne bodo nikoli več videle, in tega, da bodo njihovi sinovi postali vojaki ali sluge visokih turških uradnikov. Svoje sinove so zato kar se da dobro skrivale, kar je pustilo sledove tudi v kulturah prizadetih narodov. 
Po drugi strani pa obstajajo dokazi, da so muslimanske družine ravnale ravno nasprotno: zaradi visokega standarda in družbenega ugleda devširm so med nabornike poskušale pretihotapiti svoje sinove, kar je bilo sicer strogo prepovedano. Čeprav je krvni davek iz zbranih fantov naredil poslušne državne sužnje, je večina takšno suženjstvo jemala kot čast, ki je vodila do visoko privilegiranega položaja v osmanski družbi. Cena, ki so jo morali zato plačati, je bil neizbežen prestop v islam, takšno ceno pa so pogosto prostovoljno plačevali tudi mnogi odrasli, samo da bi dosegli višji družbeni položaj. Sistem je imel tudi nekaj omejitev, predvsem koga in koliko fantov bodo vzeli. Jemanje sinov, katerih odsotnost bi družini povzročila resne težave, ni bilo dovoljeno. 
Rekrutiranje osebja za vojsko in uradništvo je uravnovesilo pritisk starega turškega plemstva, ki se je v duhu delitve nalog in pravic iz miletskega pravnega sistema na veliko preusmerilo v šolstvo, pravo, študij islama in provincijalno konjenico. Končni rezultat je bila povečana kohezija v sicer multietnični in multikulturni družbi Osmanskega cesarstva.